# New (Lied)
New (englisch für „Neu“) ist ein Lied des britischen Musikers Paul McCartney, das 2013 als Single veröffentlicht wurde. Komponiert wurde es von Paul McCartney.

## Hintergrund

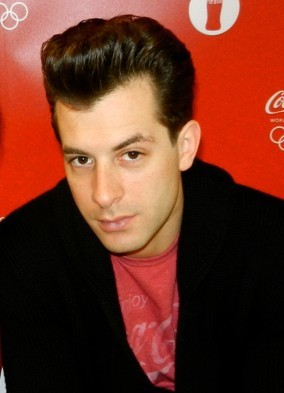
Produzent Mark Ronson (2011)

New ist der Titeltrack des gleichnamigen Albums von Paul McCartney und ein Bekenntnis zu seiner neuen Ehefrau Nancy Shevell.
Paul McCartney sagte über die Entstehung des Liedes: „Es war spät in der Nacht, und ich war zu Hause in London und holte das alte Klavier meines Vaters, das früher bei uns in Liverpool stand. Es ist ein großartiger Sound und natürlich der ganze Vibe, denn es war der meines Vaters. Ich habe es als Kind gespielt, und er hat es gespielt, es ist ein schönes Instrument. Also habe ich mir das (Lied) einfach ausgedacht. Und ich habe so ziemlich nur das geschrieben, was man in dem Song hört, mit Ausnahme der dritten Strophe und dem Mittelteil, aber es hat sich irgendwie von selbst geschrieben. Und ich habe es Ronson vorgestellt und wir haben uns irgendwie verstanden. Er ist sehr empfänglich für Ideen. Und ich glaube nicht, dass es schadet, dass er ein Beatles-Fan war. Als ich diesen Song schrieb, fiel mir einfach ein, dass ich sagen könnte: "Dann waren wir neu". Da waren wir, gingen zusammen und dann waren wir neu. Es war nur eine andere Art und Weise, von der ich dachte, dass sie irgendwie originell war, um zu sagen: "Dann waren wir verliebt". Ich schrieb es wirklich über Nancy.“
Mark Ronson sagte über McCartney und das Lied: „Es war einfach so ein sofortiger Klassiker. Ich sagte: 'Ich würde gerne mit dir an diesem Song arbeiten', und so fing es an. Es war eine Meisterklasse darin, zu lernen, wie man einen verdammt unglaublichen Song zusammenstellt – einfach nur seinem Verstand bei der Arbeit zuzusehen. Ich war auf jeden Fall überrascht, wie inspiriert er immer noch ist.“ 
New wurde am Morgen des 29. August auf YouTube gepostet und auf SoundCloud und iTunes zur Verfügung gestellt. New ist die erste Singleauskopplung aus dem Album New und erreichte Platz 4 in Japan in den Charts, in Großbritannien, Deutschland und in den USA konnte sich die Single nicht platzieren.
Für das Lied New wurde ein Musikvideo unter der Regie von Charlie Lightening produziert. Es zeigt Tourneeausschnitte von McCartney und seiner Band.
Eine akustische Version von New, die vor McCartneys Show in Regina, Kanada, nur mit Gitarre und Gesang hinter der Bühne aufgenommen wurde, wurde am 11. September auf YouTube veröffentlicht. 
Der Song taucht sowohl im Vor- als auch im Abspann des 2013 erschienenen Animationsfilms Wolkig mit Aussicht auf Fleischbällchen 2 auf.

## Aufnahme
Die Aufnahmesessions für New fanden im Januar 2012 in McCartneys eigenen Hogg Hill Mill Studio in Sussex statt, wobei Mick Ronson als Produzent fungierte. Für die Nachproduktion war Giles Martin verantwortlich. Sam Okell, Josh Blair. Robert Mallory, Tyler Hartmann, Eddie Klein, Geoff Swan, Bill Rahko, Nicolas Essig und Jamie Kirkham waren die Toningenieure der Aufnahmen. Die Overdub-Aufnahmen fanden im Juli und September 2012 in den Avatar Studios, New York sowie zwischen Februar und März 2013 in den Air Studios in London statt. Die Abmischung fand im April 2013 in den Henson Recording Studios in Los Angeles statt.
Besetzung:
- Paul McCartney: Gesang, Bassgitarre, Cembalo, Klavier, Mellotron, Wurlitzer-Orgel, Congas, Maracas, Bouzouki
- Rusty Anderson: E-Gitarre, Bouzouki
- Brian Ray: Gitarre E-Gitarre, Hintergrundgesang
- Abe Laboriel Jr.: Schlagzeug, Hintergrundgesang
- Paul ’Wix’ Wickens: Hintergrundgesang
- Steve Sidwell: Trompete
- Jamie Talbot: Tenorsaxophon
- Dave Bishop: Baritonsaxophon

## Coverversionen
Es gibt eine Coverversion von New.

## Veröffentlichung
- Am 29. August 2013 wurde die Download-Single New veröffentlicht, eine physikalische Singleveröffentlichung erfolgte nicht.[5] In Großbritannien[6] und in den USA[7] wurden Promotion-CD-Singles hergestellt.
- Am 11. Oktober 2013 erschien in Deutschland das Album New auf dem sich New befindet.
- New erschien am 10. Juni 2016 auf dem Kompilationsalbum Pure McCartney.
- Am 2. Dezember 2022 wurde die Singlebox The 7″ Singles Box veröffentlicht, die auch New enthält.